# Ряшівський повіт (II Річ Посполита)
Ряшівський повіт (нім. Bezirk Rzeszów; пол. Powiat rzeszowski) — історична адміністративно-територіальна одиниця у складі Королівства Галичини і Володимирії та Польщі. Центром повіту було м. Ряшів.

## Королівство Галичини та Володимирії
Провісник пізнішого повіту Судовий повіт Ряшів (адміністративно-судовий орган влади) був створений наприкінці 1850 р. Повітова судова виконавча влада підпорядковувалась утвореному того ж року апеляційному суду у Кракові (за підпорядкованістю до якого повіти вважались належними до Західної Галичини на противагу апеляційному суду у Львові як критерію належності до Східної Галичини).
Сам Ряшівський повіт як орган адміністративної влади після проголошення в 1854 р. був створений 29 вересня 1855 р. (паралельно до наявного судового повіту) у складі округу Ряшів.
Після скасування окружних відомств наприкінці жовтня 1865 р. їх компетенція перейшла до повітових управлінь. За розпорядженням міністерства внутрішніх справ Австро-Угорщини 23 січня 1867 року під час адміністративної реформи місцевого самоврядування збільшені повіти, зокрема до попереднього Ряшівського повіту (з 29 самоврядних громад-гмін) приєднані повіти Тичин (з 30 гмін) і Стрижів (з 29 гмін) та більша частина Глогувського повіту (Братковичі, Буди, Глогув, Ясьонка, Ліп'є, Новавесь, Рогожниця, Рудна Велика, Рудна Мала, Требовиська з Гуркою, Воля-Циха, Висока, Забайка та Зачерне). Однак у повіті існували й надалі 4 окремі судові округи (повіти) — Ряшівський, Тичинський, Глогувський і Стрижівський.
У 1880 р. площа повіту становила 770,19 км², населення — 133 409 осіб (118 218 римокатоликів, 1857 грекокатоликів, 89 протестантів і 13 245 юдеїв), повіт включав 117 гмін-громад, 197 поселень (з них 1 місто — Ряшів, 7 містечок — Тичин, Блажова, Глогув, Явірник Польський, Стрижів, Небилець, Чудець). Було 106 фільварків, 21 906 житлових будинків, 58 гуралень, 24 броварні.
15 вересня 1896 р. Судовий округ Стрижів був вилучений з Ряшівського повіту та утворений повіт Стрижів.
Ряшівський повіт за переписом 1910 р. налічував 85 гмін (самоврядних громад) і 73 фільварки та займав площу 977 км². В 1900 році населення становило 133 135 осіб. За переписом 1910 р. населення становило 144 271 особа.

## Польща
Включений до складу новоутвореного Львівського воєводства у 1920 році.
1 січня 1925 р. розпорядженням Ради Міністрів Польщі сільська гміна Стрижівське Передмістя включене до міста Стрижів
01.04.1932 до Ряшівського повіту було приєднано частину з ліквідованого Стрижівського повіту.
Розпорядженням міністра внутрішніх справ 10 квітня 1934 р. села Цєрпіш і Крачкова передані з Ряшівського повіту Львівського воєводства до Ланьцутського повіту того ж воєводства
1 серпня 1934 р. здійснено новий поділ на сільські гміни внаслідок об'єднання дотогочасних (збережених від Австро-Угорщини) гмін, які позначали громаду села. Новоутворена гміна відповідала волості — об'єднувала громади кількох сіл або (в дуже рідкісних випадках) обмежувалась єдиним дуже великим селом.

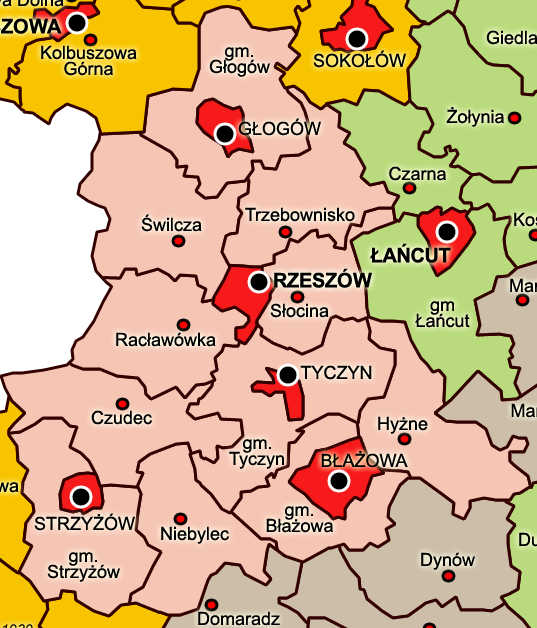
Ряшівський повіт

Станом на 1934 рік:

### Об'єднані сільські гміни 1934—1939
- Гміна Глогув-Малопольський
- Гміна Тшебовнісько
- Гміна Свільча
- Гміна Рацлавівка
- Гміна Слоцина
- Гміна Тичин
- Гміна Гижне
- Гміна Блажова
- Гміна Чудець
- Гміна Стрижів
- Гміна Небилець

### Міста
- Глогув (з 1934)[5].
- Тичин
- Блажова
- Стрижів
- Ряшів

## Населення
На 01.01.1939 у восьми селах (Біла, Близенька, Бонарівка, Гадлі Шклярські, Гвоздянка, Матисівка, Висока, Залісся) повіту попри півтисячолітню політику полонізації проживали ще рештки українського населення Надсяння  — з 9 750 жителів було 1 715 україномовних українців-грекокатоликів і 1 420 польськомовних та 5 українців-латинників на фоні 6 465 поляків і 145 євреїв.